# Ольденбурзьке герцогство
53°08′38″ пн. ш. 8°12′50″ сх. д. / 53.143888888889° пн. ш. 8.2138888888889° сх. д.
Ольденбурзьке герцогство (нім. Herzogtum Oldenburg) — держава на північному заході сучасної Німеччини зі столицею в місті Ольденбург. Спадкоємець Ольденбурзького графства. Рід графів Ольденбурзьких вимер в 1667 році, після чого статус держави був піднятий до герцогства, яке проіснувало до анексії Першою французькою імперією в 1810 році. Розташовувалось біля гирла річки Везер.
Коли основний рід Ольденбурзького дому вимер у 1667 році разом із графом Ольденбурзьким Антонієм Ґюнтером, держава перейшла до Фрідріха III Датського з лінії герцогів Гольштейн-Готторпських, який одружився з великою княгинею Анною Петрівною з Росії, донькою Петра I. Інший його двоюрідний брат, Фрідріх Август I, став герцогом Ольденбурзьким у 1774 році. Один із його братів, Адольф Фрідріх, став королем Швеції. Інший брат, принц Георг Людвіг Гольштейн-Готторпський, був батьком Петра I, який став Великим герцогом Ольденбурзьким у 1823 році. Усі наступні правителі Ольденбурга були його нащадками.
Правляча родина герцогства — Ольденбурзький дім, також стала правити в Данському, Норвезькому, Шведському, Грецькому королівствах та в Російській імперії. Спадкоємець молодшої лінії грецької гілки через принца Філіпа, герцога Единбурзького, утримує престоли Сполученого Королівства та інших держав Співдружності після смерті королеви Єлизавети II.

## Історія
Першим відомим графом Ольденбурзьким був Елімар I (пом. 1108). Нащадки Елімара були васалами (іноді бунтівними) герцогів Саксонських. Вони досягли гідності імперських князів (фюрстів), коли імператор Фрідріх I розділив Саксонське герцогство в 1180 році. У той час Дельменгорстське графство було частиною домініонів графів Ольденбурзьких, але згодом воно кілька разів відокремлювалося, щоб сформувати апанаж для молодших гілок роду. Так було між 1262 і 1447 роками, між 1463 і 1547 роками та між 1577 і 1617 роками 
На початку XIII століття графи вели низку воєн з незалежними або напівнезалежними фризькими князями на північ і захід від графства, що призвело до поступового розширення території Ольденбурга. Вільне ганзейське місто Бремен і єпископ Мюнстера також часто ворогували з графами Ольденбурга.
У 1440 році Крістіан став наступником свого батька Дітріха на прізвисько Fortunatus, як граф Ольденбурга. У 1448 році Крістіан був обраний королем Данії як Крістіан I, частково на підставі свого материнського походження від попередніх данських королів. Оскільки Ольденбург знаходився далеко від кордонів Данії, він став датським ексклавом. Контроль над містом був залишений братам короля, які встановили короткочасне панування тиранії.
У 1450 році Крістіан став королем Норвегії, а в 1457 році — королем Швеції. У 1460 році він успадкував Шлезвіське герцогство і Гольштейнське графство, що стало надзвичайно важливою подією для майбутньої історії Ольденбурга. У 1454 р. він передав Ольденбург своєму братові Герхарду (близько 1430–99), дикому князю, який постійно ворогував з князем-єпископом Бременським та іншими сусідами. У 1483 році Герхард був змушений зректися престолу на користь своїх синів, і він помер під час паломництва в Іспанії.
На початку XVI століття Ольденбург знову був розширений за рахунок фризів. Лютеранство було запроваджено в графстві Антонієм I (1505—73, правління з 1529), який також обмежував і закривав монастирі. Однак він залишався вірним Карлу V, імператору Священної Римської імперії під час Шмалькальдської війни, і таким чином зміг збільшити свої території, отримавши Дельменгорст у 1547 році. Один із братів Ентоні, Крістофер (приблизно 1506–60), здобув певну репутацію як військовий.
Онук Антонія, Антоній Гюнтер (1583—1667), який став наступником у 1603 році, вважав себе наймудрішим князем, який ще правив Ольденбургом. Йевер був придбаний до того, як він став графом, але в 1624 році він додав до своїх земель Кніфаузен і Варель, з якими в 1647 році Дельменгорст був остаточно об'єднаний. Завдяки своєму нейтралітету під час Тридцятилітньої війни та подарунку цінних коней воєначальнику, графу Тіллі, Антоні Гюнтер забезпечив своїм володінням імунітет від жахливого спустошення, якого зазнали майже всі інші держави Німеччини. Він також домігся від імператора права стягувати мито з суден, що проходять по Везеру, гарне джерело прибутків, яке невдовзі стало суттєвим доповненням до його ресурсів. У 1607 році він звів замок у стилі ренесансу. Після смерті Антонія Гюнтера Ольденбург знову підпав під владу Данії.
Згідно з Царськосельським договором 1773 року Крістіан VII Датський віддав графство Катерині II в обмін на частку її сина та спадкоємця Павла в кондомініальному королівсько-герцогському правлінні Гольштейнським герцогством і його претензії на герцогську частку в уряді Шлезвіського герцогства. Ольденбург перейшов до Фредеріка Августа, адміністратора князя-єпископства Любека, представника молодшої гілки роду, і в 1777 році графство було підвищено до рангу герцогства. Син герцога Вільгельм, який змінив свого батька в 1785 році, був людиною слабкого інтелекту, а його двоюрідний брат Петер, адміністратор принца-єпископства Любека, діяв як регент і, зрештою, у 1823 році, успадкував трон, утримуючи Любецьке принц-єпископство і Ольденбурзьке герцогство в персональній унії.
За німецькою медіатизацією 1803 року Ольденбург придбав територію Мюнстера (Мюнстерленд) і Любецьке принц-єпископство. Між 1810 і 1814 роками Ольденбург був окупований наполеонівською Францією. Його приєднання до Французької імперії в 1810 році стало однією з причин дипломатичного розриву між колишніми союзниками Францією та Росією, суперечка, яка призвела до війни в 1812 році і, зрештою, до падіння Наполеона.

### Єврейська громада
Найдавніші згадки про євреїв, які проживали в герцогстві Ольденбург, датуються Середньовіччям. Велика єврейська громада герцогства складалася з громад Дельменхорста, Євера, Фареля, Фехта та Вільдесгаузена. Інші документи повідомляють про вигнання євреїв з Вільдесгаузена приблизно в 1348 році, під час Чорної смерті, хоча вони повернулися незабаром після цього, як згадується в інших документах. Єврейська громада продовжувала перебувати в графстві, а згодом у герцогстві, особливо в основному у місті Ольденбург, а також у селах, що його оточували, і загальна кількість єврейської громади території герцогства у 1900 році зросла до 1359 осіб, але знизилася до 1015 осіб у 1925 році. До 1933 року в цьому районі залишилося лише 279 євреїв, і більшість із них були знищені під час Голокосту, хоча деякі вижили та повернулися після війни.
Герцогство було останньою частиною завойованих Наполеоном земель, яка завершила його указ 1808 року про прийняття євреями прізвищ. Обрані в той час прізвища є популярними сьогодні серед євреїв-ашкеназі.

## Перетворення у велике герцогство
У 1815 році герцогство придбало Біркенфельдське князівство і отримало статус великого герцогства. У 1871 році Велике герцогство Ольденбурзьке приєдналось до Німецької імперії, а в 1918 році стало вільною державою у складі Веймарської республіки.
У 1937 році (з Актом про Великий Гамбург) вона втратила ексклавні райони Ойтін поблизу балтійського узбережжя та Біркенфельд на південному заході Німеччини на користь Пруссії та отримала місто Вільгельмсгафен. Однак це була формальність, оскільки гітлерівський режим де-факто скасував федеративні землі в 1934 році. До початку Другої світової війни в 1939 році в результаті цих територіальних змін Ольденбург мав площу 5 375 квадратних кілометрів (2 075 миля2) і 580 000 жителів.
У 1946 році, після Другої світової війни, Ольденбург об'єднався з новоствореною землею Нижня Саксонія і утворив, територіально незмінним, адміністративний район (Verwaltungsbezirk) Ольденбург. Регіон і земля стали частиною Західної Німеччини в 1949 році. Адміністративний регіон був скасований у 1978 році та об'єднаний із сусідніми губернаторствами (Regierungsbezirke) до нового регіону Везер-Емс, який ліквідовано в 2004 році.

## Галерея

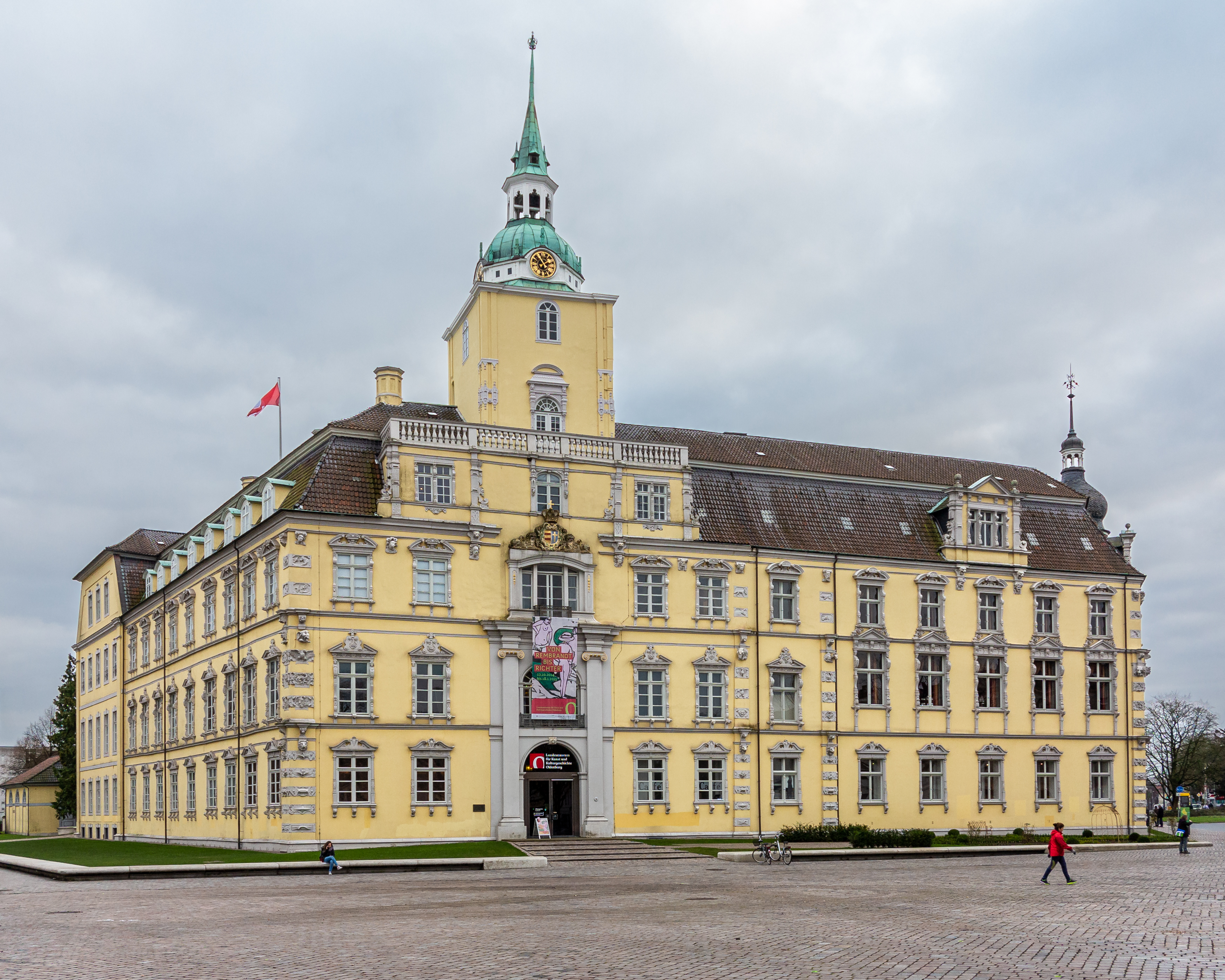
Ольденбурзький замок
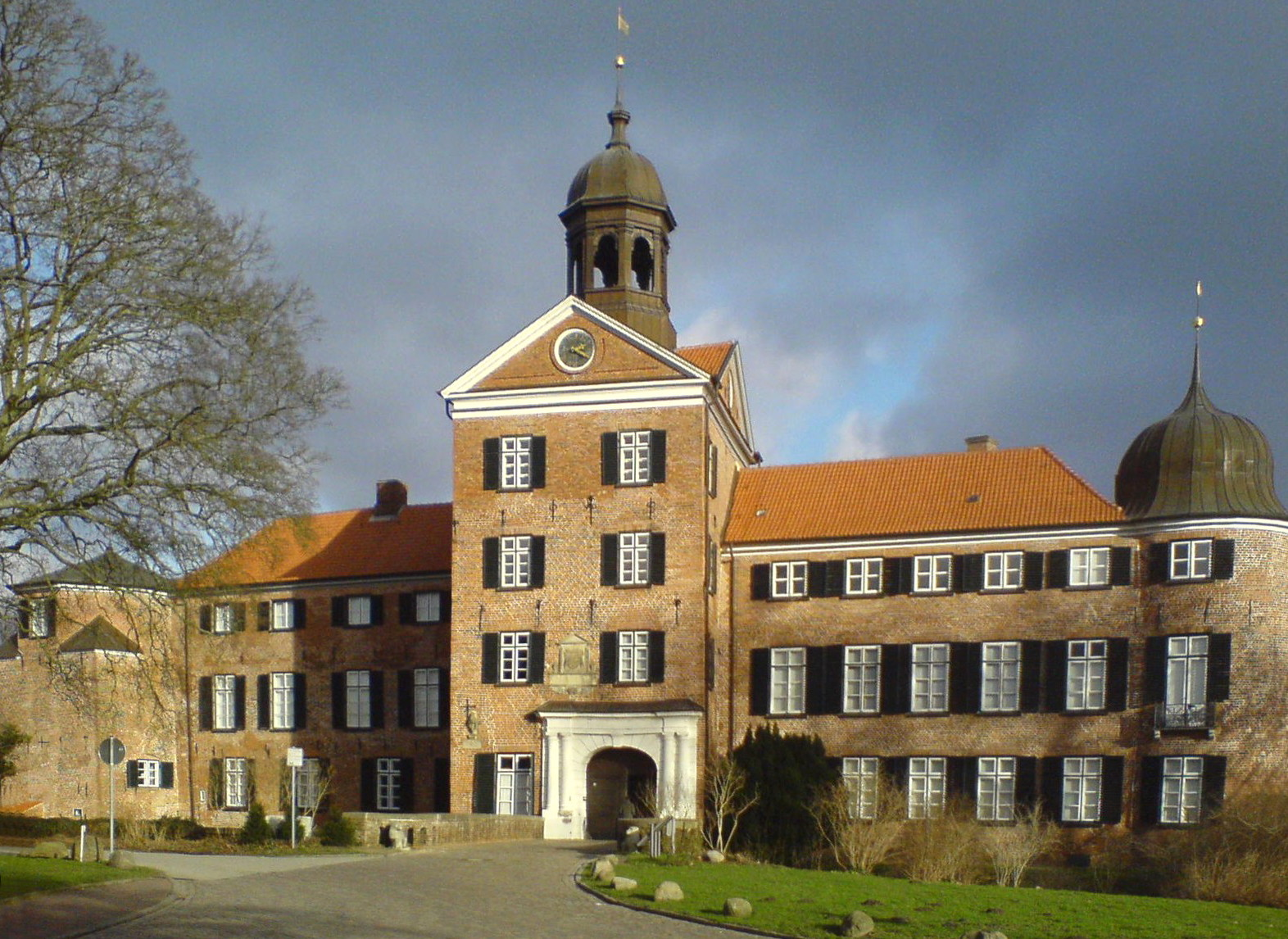
Замок Евтін
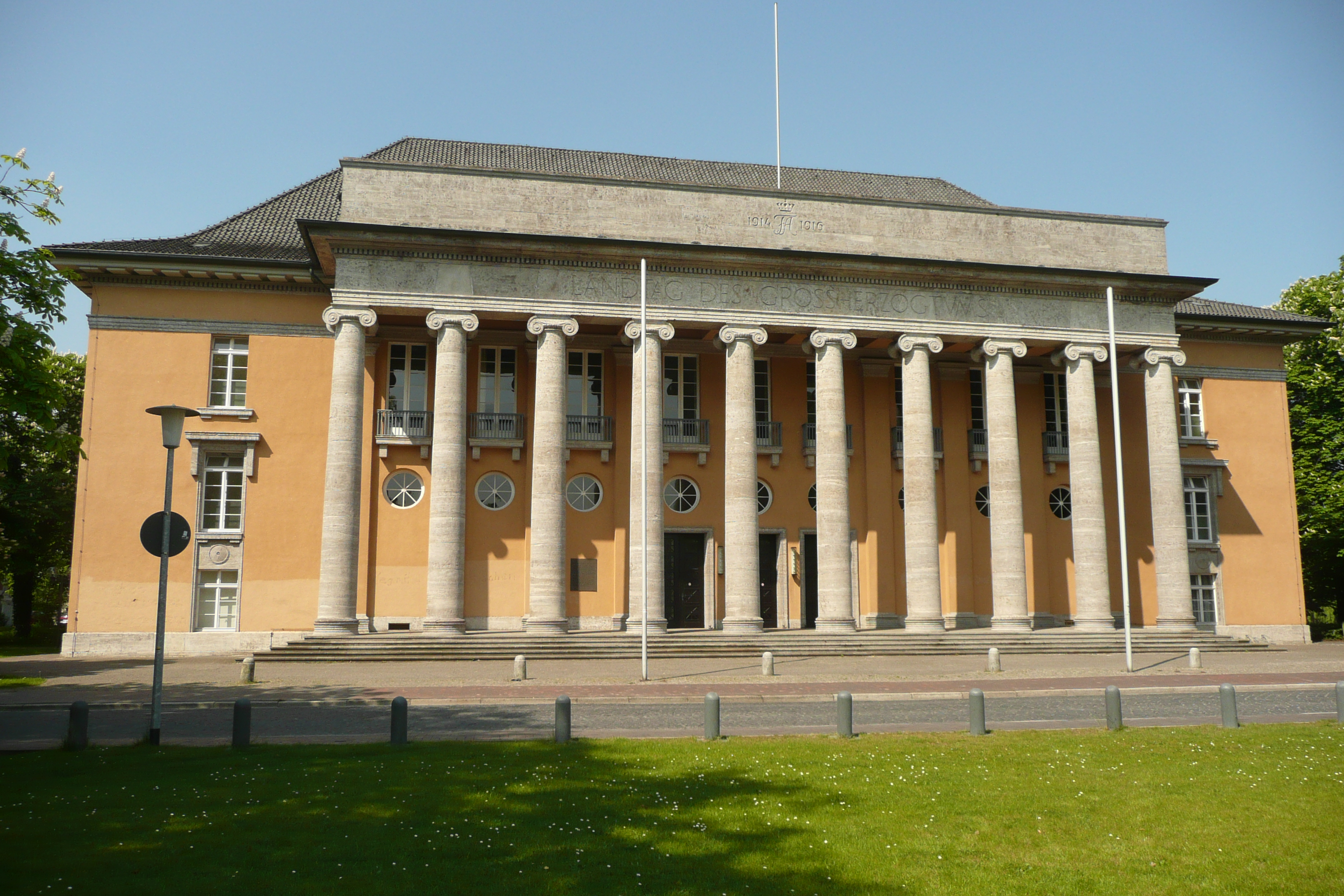
Ольденбурзький ландтаг (парламент)